# Henicorhina leucoptera
Carriça-d'asa-branca ou corruíra-de-asa-listrada (Henicorhina leucoptera) é uma espécie de ave da família Troglodytidae.
Pode ser encontrada nos seguintes países: Equador e Peru.
Os seus habitats naturais são: regiões subtropicais ou tropicais húmidas de alta altitude.
Está ameaçada por perda de habitat.